# Adrián Arregui
Adrián Arregui (Berazategui, 12 agosto 1992) è un calciatore argentino, attaccante dell'Alianza Lima.

## Carriera
Dopo aver giocato nelle serie inferiori argentine con il Berazategui, all'inizio del 2014 viene acquistato dal Temperley per affrontare la seconda metà del campionato di Primera B, la terza divisione argentina, con cui ottiene la promozione in seconda divisione. Segna la sua prima rete il 7 settembre 2014 contro il Santamarina alla sesta giornata di campionato. Dopo un esaltante stagione, la squadra raggiunge la promozione in Primera División, decisiva fu la vittoria per 3-1 contro l'All Boys. Così in meno di 5 mesi la sua squadra sale di due categorie, avvenimento dovuto soprattutto all'opera di ricostruzione da parte della Federazione argentina del sistema del massimo campionato argentino formato da 30 squadre. Nel dicembre 2016 firma con il Montréal Impact in prestito fino a fine stagione.